# Andrew Casson
Andrew J. Casson (1943) é um matemático britânico.
Foi eleito membro da Royal Society em 1998.

## Obras
- „The Hauptvermutung book“, pdf Datei, mit der Dissertation von Casson von 1967 für die Fellowship des Trinity College (1,46 MB)